# 御服所
御服所（ごふくしょ/ごふくどころ）とは、平安時代から中世にかけて内裏や院庁・摂関家政所などに設置されていた所の1つ。主に装束のことを掌った。

## 概要
令制官司において装束の事は縫殿寮が管轄していたが、御服所が設置されるとその役割を譲ることになった。
成立時期は不明であるが、11世紀末期に内蔵頭であった藤原宗忠が自邸内に御服所を設置して女工を置いて天皇の御服の裁縫を行わせた（『中右記』）とあり、内蔵寮の管轄下にあったとみられている。院庁や摂関家の御服所の場合には別当が任じられていたとみられている。その活動は鎌倉時代まで確認することができる。

なお、近世の御所では、日常に消費する天皇の下着の小袖を縫う下級女官を「御服所」と呼んだ。近世の天皇や女官の装束の調進は内蔵頭を世襲した山科家の責任でおこなわれ、中世の御服所の任務を継承していたが、こちらは御服所という名称ではなかった。